# Jan Mulder (politico)
Jan Mulder (Diever, 3 giugno 1943) è un politico olandese, europarlamentare dal 1994 al 2004 e dal 2010 al 2014.